# Pomniki chrząszcza w Szczebrzeszynie
Pomnik chrząszcza w Szczebrzeszynie – pomnik odsłonięty w lipcu 2011 r., znajduje się na rynku (pl. T. Kościuszki) przed ratuszem. Autorem 2-metrowego odlanego w brązie pomnika jest Zygmunt Jarmuł. Odlew został wykonany w pracowni rzeźby Karola Badyny w Krakowie.
Drugi, starszy pomnik, odsłonięty we wrześniu 2002 r., znajduje się u podnóża Góry Zamkowej, przy źródełku nieopodal zabytkowego młyna. Pomnik ten został wykonany z pnia lipowego (3 m wysokości i 1 m średnicy) przez uczniów Liceum Sztuk Plastycznych z Zamościa, pod nadzorem również Zygmunta Jarmuła.
Pomniki nawiązują do słów z wiersza Jana Brzechwy:

W Szczebrzeszynie chrząszcz brzmi w trzcinie

i Szczebrzeszyn z tego słynie.

Pomnik szczebrzeszyński autorstwa Z. Jarmuła w rzeczywistości przedstawia owada z rzędu prostoskrzydłych (pasikonika lub szarańczę), a nie chrząszcza.